# Діагноз (роман)
«Діагноз» (угор. Diagnózis) — антиутопічний науково-фантастичний роман Йожефа Антала, що вийшов 2006 року у видавництві Agenda Kiadó.
Події роману розгортаються в вигаданій антиутопії XVI століття.

## Сюжет
У країні, яка потонула через перенаселення в 26 столітті, протягом століть хвороби були смертним гріхом, і суворі правила визначають, скільки може прожити людина. Провідна група суспільства, лікарі, дають хворобливу «клятву Гіппократа», щоб забезпечити швидку смерть. Герой роману, одягнений у біле, Філ Макао, проходить крізь безліч захопливих і дивовижних пригод від вузьких меж свого егоїзму до... зоряного неба. Не в змозі досягти скорочення перенаселення навіть насильницькими методами, він бачить лише єдиний спосіб втекти від медичної касти, яка до крайності чіпляється за його владу: завоювання нових світів, які можна заселити. Через нещадну дезінфекцію населення, емоційне кохання та захопливі кіберпригоди шлях тих, хто шукає кращого життя, веде до багатообіцяючої зірки.

## Продовження
Сюжет роману незавершений. Продовження розповідає про розпад антиутопії, звільнення головного героя та суспільства.

## Нагороди
У 2007 році роман Йожефа Антала «Діагноз» отримав найвище визнання угорської науково-фантастичної літератури — премію імені Петера Жолдоша.